# Vuelta a España 2015
Vuelta a España 2015 var den 70. udgave af Vuelta a España og blev kørt i Spanien fra 22. august til 13. september 2015. Løbet startede med en holdtidskørsel på 7,4 km i Marbella og sluttede i Madrid. Løbet bestod blandt andet af ni etaper, der sluttede på toppen af et bjerg. Ingen af de ni bjerge var blevet brugt i tidligere udgaver af løbet. Sidste års vinder var Alberto Contador, der imidlertid ikke deltog i dette løb.

## Deltagende hold
Der deltog 22 hold i løbet. De 17 af dem var World Tour-hold. Dertil kom fem gæstehold.

### UCI World Teams
| Holdnavn               | Land           | Kode |
| ---------------------- | -------------- | ---- |
| Ag2r-La Mondiale       | Frankrig       | ALM  |
| Astana Pro Team        | Kasakhstan     | AST  |
| BMC Racing Team        | USA            | BMC  |
| Etixx-Quick Step       | Belgien        | EQS  |
| FDJ                    | Frankrig       | FDJ  |
| IAM Cycling            | Schweiz        | IAM  |
| Lampre-Merida          | Italien        | LAM  |
| Lotto-Soudal           | Belgien        | LTS  |
| Movistar Team          | Spanien        | MOV  |
| Orica-GreenEDGE        | Australien     | OGE  |
| Team Cannondale-Garmin | USA            | TCG  |
| Team Giant-Alpecin     | Tyskland       | TGA  |
| Team Katusha           | Rusland        | KAT  |
| Team LottoNL-Jumbo     | Holland        | TLJ  |
| Team Sky               | Storbritannien | SKY  |
| Tinkoff-Saxo           | Rusland        | TCS  |
| Trek Factory Racing    | USA            | TFR  |

### Gæstehold
| Holdnavn               | Land      | Kode |
| ---------------------- | --------- | ---- |
| Caja Rural-Seguros RGA | Spanien   | CRJ  |
| Team Colombia          | Colombia  | COL  |
| Cofidis                | Frankrig  | COF  |
| Europcar               | Frankrig  | EUC  |
| MTN-Qhubeka            | Sydafrika | MTN  |

## Etaper
| Etape | Dato          | Startby                  | Målby                 | Km       | Type       | Type        | Etapevinder                | Den røde trøje          |          |
| ----- | ------------- | ------------------------ | --------------------- | -------- | ---------- | ----------- | -------------------------- | ----------------------- | -------- |
| 1     | 22. august    | Puerto Banús             | Marbella              | 7,4      | Tempo      | Holdkørsel  | BMC Racing Team            | Peter Velits (BMC)      |          |
| 2     | 23. august    | Alhaurín de la Torre     | Caminito del Rey      | 158,7    | Kuperet    | Kuperet     | Esteban Chaves (OGE)       | Esteban Chaves (OGE)    |          |
| 3     | 24. august    | Mijas                    | Malaga                | 158,4    | Flad       | Flad        | Peter Sagan (TCS)          | Esteban Chaves (OGE)    |          |
| 4     | 25. august    | Estepona                 | Vejer de la Frontera  | 209,6    |            | Bakket      | Alejandro Valverde (MOV)   | Esteban Chaves (OGE)    |          |
| 5     | 26. august    | Rota                     | Alcalá de Guadaíra    | 167,3    | Flad       | Flad        | Caleb Ewan (OGE)           | Tom Dumoulin (TGA)      |          |
| 6     | 27. august    | Córdoba                  | Sierra de Cazorla     | 200,3    | Kuperet    | Kuperet     | Esteban Chaves (OGE)       | Esteban Chaves (OGE)    |          |
| 7     | 28. august    | Jodar                    | La Alpujarra          | 191,1    | Bjergetape | Bjergetape  | Bert-Jan Lindeman (TLJ)    | Esteban Chaves (OGE)    |          |
| 8     | 29. august    | Puebla de Don Fadrique   | Murcia                | 182,5    | Flad       | Flad        | Jasper Stuyven (TFR)       | Esteban Chaves (OGE)    |          |
| 9     | 30. august    | Torrevieja               | Cumbre del Sol        | 168,3    | Kuperet    | Kuperet     | Tom Dumoulin (TGA)         | Tom Dumoulin (TGA)      |          |
| 10    | 31. august    | Valencia                 | Castellón de la Plana | 146,6    | Flad       | Flad        | Kristian Sbaragli (MTN)    | Tom Dumoulin (TGA)      |          |
| H     | 1. september  | Hviledag                 | Hviledag              | Hviledag | Hviledag   | Hviledag    | Hviledag                   | Hviledag                | Hviledag |
| 11    | 2. september  | Andorra la Vella         | Cortals d'Encamp      | 138      | Bjergetape | Bjergetape  | Mikel Landa (AST)          | Fabio Aru (AST)         |          |
| 12    | 3. september  | Escaldes-Engordany       | Lleida                | 173      | Flad       | Flad        | Danny van Poppel (TFR)     | Fabio Aru (AST)         |          |
| 13    | 4. september  | Calatayud                | Tarazona              | 178      | Kuperet    | Kuperet     | Nelson Oliveira (LAM)      | Fabio Aru (AST)         |          |
| 14    | 5. september  | Vitoria-Gasteiz          | Fuente del Chivo      | 215      | Bjergetape | Bjergetape  | Alessandro De Marchi (BMC) | Fabio Aru (AST)         |          |
| 15    | 6. september  | Comillas                 | Sotres                | 175,8    | Bjergetape | Bjergetape  | Joaquim Rodríguez (KAT)    | Fabio Aru (AST)         |          |
| 16    | 7. september  | Luarca                   | Ermita del Alba       | 185      | Bjergetape | Bjergetape  | Fränk Schleck (TFR)        | Joaquim Rodríguez (KAT) |          |
| H     | 8. september  | Hviledag                 | Hviledag              | Hviledag | Hviledag   | Hviledag    | Hviledag                   | Hviledag                | Hviledag |
| 17    | 9. september  | Burgos                   | Burgos                | 38,7     | Tempo      | Enkeltstart | Tom Dumoulin (TGA)         | Tom Dumoulin (TGA)      |          |
| 18    | 10. september | Roa de Duero             | Riaza                 | 204      | Kuperet    | Kuperet     | Nicolas Roche (SKY)        | Tom Dumoulin (TGA)      |          |
| 19    | 11. september | Medina del Campo         | Ávila                 | 185,8    |            | Bakket      | Alexis Gougeard (ALM)      | Tom Dumoulin (TGA)      |          |
| 20    | 12. september | San Lorenzo del Escorial | Cercedilla            | 175,8    | Bjergetape | Bjergetape  | Rubén Plaza (LAM)          | Fabio Aru (AST)         |          |
| 21    | 13. september | Alcalá de Henares        | Madrid                | 98,8     | Flad       | Flad        | John Degenkolb (TGA)       | Fabio Aru (AST)         |          |

## Resultater
Trøjerne dag for dag
| Etape  | Vinder               | Samlet            | Pointtrøjen        | Bjergtrøjen    | Kombinationstrøjen | Holdkonkurrencen | Mest angrebsivrige rytter |
| ------ | -------------------- | ----------------- | ------------------ | -------------- | ------------------ | ---------------- | ------------------------- |
| 1      | BMC Racing Team      | Peter Velits      | ikke uddelt        | ikke uddelt    | ikke uddelt        | BMC Racing Team  | Cameron Meyer             |
| 2      | Esteban Chaves       | Esteban Chaves    | Esteban Chaves     | Esteban Chaves | Esteban Chaves     | Team Sky         | José Gonçalves            |
| 3      | Peter Sagan          | Esteban Chaves    | Esteban Chaves     | Omar Fraile    | Esteban Chaves     | Team Sky         | Omar Fraile               |
| 4      | Alejandro Valverde   | Esteban Chaves    | Peter Sagan        | Omar Fraile    | Esteban Chaves     | Team Sky         | Brayan Ramírez            |
| 5      | Caleb Ewan           | Tom Dumoulin      | Peter Sagan        | Omar Fraile    | Esteban Chaves     | Team Sky         | Iljo Keisse               |
| 6      | Esteban Chaves       | Esteban Chaves    | Peter Sagan        | Omar Fraile    | Esteban Chaves     | Team Sky         | Miguel Ángel Rubiano      |
| 7      | Bert-Jan Lindeman    | Esteban Chaves    | Esteban Chaves     | Omar Fraile    | Esteban Chaves     | Team Sky         | Amets Txurruka            |
| 8      | Jasper Stuyven       | Esteban Chaves    | Esteban Chaves     | Omar Fraile    | Esteban Chaves     | Team Sky         | Ángel Madrazo             |
| 9      | Tom Dumoulin         | Tom Dumoulin      | Esteban Chaves     | Omar Fraile    | Tom Dumoulin       | Team Sky         | Omar Fraile               |
| 10     | Kristian Sbaragli    | Tom Dumoulin      | Esteban Chaves     | Omar Fraile    | Tom Dumoulin       | Team Sky         | Carlos Verona             |
| 11     | Mikel Landa          | Fabio Aru         | Esteban Chaves     | Omar Fraile    | Tom Dumoulin       | Team Sky         | Mikel Landa               |
| 12     | Danny van Poppel     | Fabio Aru         | Esteban Chaves     | Omar Fraile    | Tom Dumoulin       | Team Sky         | Maxime Bouet              |
| 13     | Nelson Oliveira      | Fabio Aru         | Esteban Chaves     | Omar Fraile    | Tom Dumoulin       | Team Sky         | Paweł Poljański           |
| 14     | Alessandro De Marchi | Fabio Aru         | Esteban Chaves     | Omar Fraile    | Tom Dumoulin       | Team Sky         | Carlos Quintero           |
| 15     | Joaquim Rodríguez    | Fabio Aru         | Joaquim Rodríguez  | Omar Fraile    | Joaquim Rodríguez  | Team Sky         | Brayan Ramírez            |
| 16     | Fränk Schleck        | Joaquim Rodríguez | Joaquim Rodríguez  | Omar Fraile    | Joaquim Rodríguez  | Team Sky         | Rodolfo Torres            |
| 17     | Tom Dumoulin         | Tom Dumoulin      | Joaquim Rodríguez  | Omar Fraile    | Joaquim Rodríguez  | Team Sky         | Tom Dumoulin              |
| 18     | Nicolas Roche        | Tom Dumoulin      | Joaquim Rodríguez  | Omar Fraile    | Joaquim Rodríguez  | Movistar Team    | Angel Madrazo             |
| 19     | Alexis Gougeard      | Tom Dumoulin      | Joaquim Rodríguez  | Omar Fraile    | Joaquim Rodríguez  | Movistar Team    | Alexis Gougeard           |
| 20     | Rubén Plaza          | Fabio Aru         | Joaquim Rodríguez  | Omar Fraile    | Joaquim Rodríguez  | Movistar Team    | Rubén Plaza               |
| 21     | John Degenkolb       | Fabio Aru         | Alejandro Valverde | Omar Fraile    | Joaquim Rodríguez  | Movistar Team    | Tom Dumoulin              |
| Vinder | Vinder               | Fabio Aru         | Alejandro Valverde | Omar Fraile    | Joaquim Rodríguez  | Movistar Team    | Tom Dumoulin              |

Noter
Skal oversættes
- In stage three, Tom Dumoulin, who was second in the points classification, wore the green jersey, because first placed Esteban Chaves wore the red jersey as leader of the general classification. For the same reason, Walter Pedraza, second in the mountains classification and Nicolas Roche, third in the combination classification (second placed Dumoulin already wore the green jersey) wore the polka dot jersey and the white jersey, respectively.
- In stages four and eight, Peter Sagan, who was second in the points classification, wore the green jersey, because first placed Esteban Chaves wore the red jersey as leader of the general classification. For the same reason, Tom Dumoulin, second in the combination classification wore the white jersey.
- In stages five and seven, eight and nine, Tom Dumoulin, who was second in the combination classification, wore the white jersey, because first placed Esteban Chaves wore the red jersey as leader of the general classification.
- In stage nine, Alejandro Valverde, who was second in the points classification, wore the green jersey, because first placed Esteban Chaves wore the red jersey as leader of the general classification.
- In stages ten and eleven, Joaquin Rodríguez who was third in the combination classification, wore the white jersey because first place Tom Dumoulin wore the  red jersey as leader of the general classification and second placed Esteban Chaves wore the green jersey as leader of the points classification.
- In stages sixteen, Tom Domoulin who was third in the combination classification, wore the white jersey because first place Joaquim Rodriguez wore the green jersey as leader of the points classification, and second place Fabio Aru wore the red jersey as leader of the general classification.
- In stage seventeen, Esteban Chaves who was second in the points classification, wore the green jersey because first place Joaquim Rodriguez wore the red jersey as leader of the general classification. Fabio Aru who was second in the combination classification, wore the white jersey because first place Joaquim Rodriguez wore the red jersey as leader of the general classification.
- In stage eighteen, Fabio Aru who was third in the combination classification, wore the white jersey because first place Joaquim Rodriguez wore the green jersey as leader of the points classification, and second place Tom Domoulin wore the red jersey as leader of the general classification.